# ابن خلدون
ابوزید عبدالرحمن بن محمد بن خلدون حضرمی معروف به ابن خلدون تاریخ‌نگار و جامعه‌شناس مشهور عرب بود که در سال ۷۳۲ ه‍جری قمری/ ۱۳۳۲ میلادی در تونس به دنیا آمد. خانوادهٔ او از اعراب جنوبی عربستان بودند که پس از پیروزی مسلمانان بر مردم اسپانیا وارد این کشور شدند و تا زمانی که بین آن‌ها و مسیحیان اختلافی پیش آمد در این کشور بودند و پس از آن به سمت تونس حرکت کردند و در آنجا ساکن شدند. در دوران کودکی ابن خلدون، بزرگان دینی که از اسپانیا به تونس سفر می‌کردند در خانهٔ آن‌ها توقف می‌کردند و همین امر باعث شد ابن خلدون از کودکی و به وسیلهٔ این افراد قرآن، فقه، تصوف، اخلاق، کلام، مردم‌شناسی، جامعه‌شناسی، نجوم، اقتصاد، تاریخ، هندسه، جبر، حساب، لغت، فلاحت، طلسمات، شعر، آداب و تعلیم، منطق، ریاضی، فلسفه، سیاست، منشی‌گری و کارهای مربوط به حکومت را بیاموزد.
ابن خلدون کتاب «العبر و دیوان المبتداء و الخبر فی ایام العرب و العجم و البربر» را نوشت. این کتاب مقدمه‌ای بسیار معروف دارد و در آن به‌خوبی می‌توان دانش و چندبعدی بودن ابن خلدون را مشاهده کرد. او به رویکرد انتقادی و تحلیلی بسیار اهمیت می‌داد؛ نکته‌ای که مورخان پیش از او در نظر نمی‌گرفتند. او در مقدمهٔ خود گفته‌هایش را به روش‌های مختلف اثبات کرده و گاهی منابعی که استفاده کرده را نیز مورد انتقاد قرار داده است. او جامعه‌شناسی را بنیان نهاد. علمی که ما امروزه به آن جامعه‌شناسی می‌گوییم و برای شناخت و بررسی اخبار تاریخی مورد استفاده قرار می‌گیرد و در واقع علم اصول تاریخ است. ابن خلدون در سال ۸۰۸ ه‍جری قمری/ ۱۴۰۶ میلادی در سن ۷۳ سالگی در قاهره فوت کرد.

## نسب ابن خلدون
اصالت خانوادهٔ ابن خلدون به اعراب جنوبی عربستان می‌رسید که به هنگام پیروزی مسلمانان بر مردم اسپانیا، وارد این کشور شده بودند. در اواخر سدهٔ ۹ به علت رهبریِ تلاش‌های انقلابی سویله، خانوادهٔ او اهمیت و اعتبار پیدا کرد و شناخته شد؛ آن‌ها جز مقامات معروف و کسان مهم شدند. اما مدتی بعد در سدهٔ ۱۳ میلادی سویله از جانب مسیحیان تهدید شد. پس آن‌ها اسپانیا را ترک کرده و به سمت تونس رفتند و در این شهر دارای زمین و مرتبه شدند. عده‌ای وارد کارهای اداری و کشوری شدند و فردی از خاندان کتابی برای پادشاه حفصی نوشت؛ شاید به دلیل سرنوشتی که پادشاه حفصی داشت، اعضای خاندان ابن خلدون درک کردند که بهتر است به عنوان استاد یا اعضای یک فرقه صوفی زندگی بگذرانند.

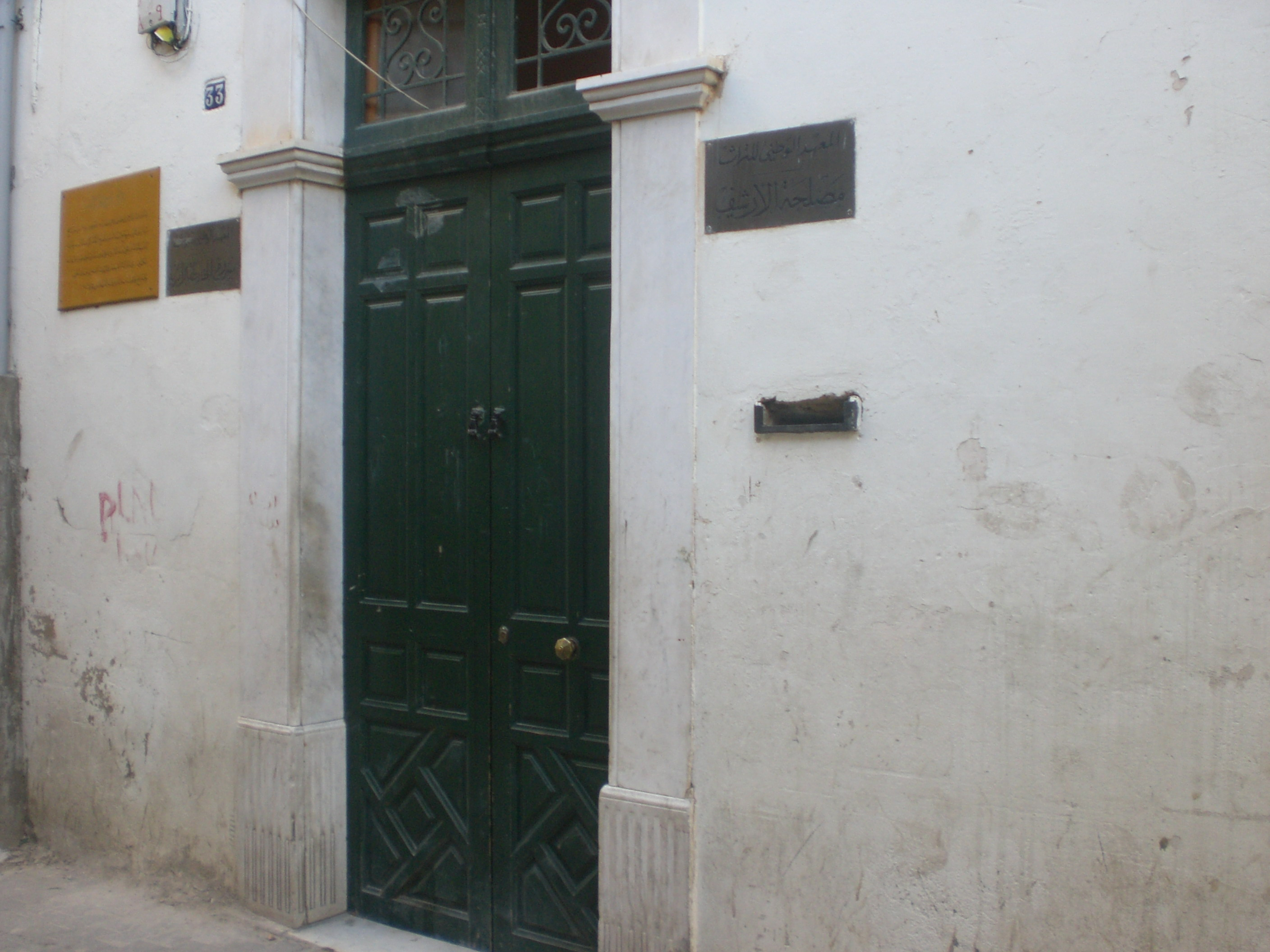
خانه ای که ابن خلدون در آن متولد شد در تونس

## زندگی
ابوزید عبدالرحمن بن محمد بن خلدون حَضرَمی معروف به ابن خلدون در سال ۷۳۲ ه‍.ق/ ۱۳۳۲ م در تونس متولد شد. وی تاریخ‌نگار، سیاست‌مدار و قاضی بود. به‌هنگام کودکی، بزرگان مذهبی که از اسپانیا به تونس سفر می‌کرد در خانهٔ آن‌ها سکونت می‌گزیدند. ابن خلدون از کودکی، قرآن، فقه، تصوف، اخلاق، کلام، مردم‌شناسی، جامعه‌شناسی، نجوم، اقتصاد، تاریخ، هندسه، جبر، حساب، لغت، فلاحت، طلسمات، شعر، آداب و تعلیم، منطق، ریاضی، فلسفه ماوراءطبیعی و سیاست را آموخت. وی همچنین منشی‌گری و کارهای مربوط به حکومت را نیز آموخت. محمد بن ابراهیم الآبیلی، یکی از بزرگان عصر خود بود که ابن خلدون حدود ۵ سال نزد او به تحصیل پرداخت. آبیلی فردی بود که ابن خلدون را با آثار ابن رشد، ابن سینا و آثار جدید فلسفی قلمرو اسلامی آشنا ساخت. اولین اثر او مربوط به سال ۷۵۱ ه‍.ق مطابق با ۱۳۵۱ م است و اندیشه‌های فلسفی وی در روش‌شناسی این اثر به‌خوبی مشخص شده است. او کتابی با عنوان «العبر و دیوان المبتداء و الخبر فی ایام العرب و العجم و البربر» نوشته که یک «مقدمه» دارد و این مقدمه مربوط به کتاب‌های تاریخی‌اش است؛ چندبعدی بودن و عمق دانش ابن خلدون در این مقدمه مشخص می‌شود. او فعالیت‌های سیاسی خودش را از دربار حاکم مرینی، ابوعنیان شروع کرد و در ۷۵۷ه‍.ق/۱۳۵۷ م به جرم توطئه علیه حاکم ابوعنیان دستگیر و زندانی شد. مدتی بعد ابن خلدون در توطئه‌ای که پسر عموی ابوعنیان ترتیب داده‌بود شرکت کرد؛ اما موفق نشد مقام درخوری کسب کند. وی در سال ۷۶۳ه‍.ق/۱۳۶۲ م به قرناطه رفت. چرا که از اوضاع فرهنگی بهتری برخوردار بود؛ اما در این شهر تحت فشار مسیحیان شمال قرار گرفت. در این زمان لسان‌الدین بن خطیب که وزیرِ حاکم شهر بود، نظرش به ابن خلدون جلب شد و مورخان این وزیر را علت موفقیت ابن خلدون می‌دانند. در سال ۷۶۵ ه‍.ق/۱۳۶۴ م بود که نزد پادشاهان کاستیل و لئون رفت تا دوستی مابین حکمرانان اسپانیا و قرناطه را ایجاد کند. ابن خلدون در این زمان از نفوذ خود و عقاید سیاسی‌اش استفاده کرد و اندرزهایی به پادشاه جوان داد؛ ابن خطیب که از این کار به خشم آمده‌بود، ابن خلدون را مجبور ساخت قرناطه را ترک کند. ابن خلدون در سال ۷۶۶ه‍.ق/۱۳۶۵ م نزد شاهزاده ابوعبدالله، دوست حفصی خود رفت و در طول یک سالی که او حکومت را در دست داشت سعی کرد حکومت دوست خود را استوار کند و پایداری بخشد؛ اما رفتارهای نسنجیده و نامعقول ابوعبدالله و حاکمان شهرهای اطراف، از جمله کنستانتین و تلمسن باعث شد فعالیت‌های ابن خلدون تماماً بی‌اثر جلوه کند.
ابن خلدون بیشتر عمر خود را در باسکره در حال آموزش و پژوهش گذراند. وی در سال (۷۷۴–۷۷۶ ه‍.ق) بود که کتابی در مورد تصوف نوشت، او پیشنهاد و درخواست حاکمان را مبنی بر ایجاد صلح میان چادرنشین‌ها، قبایل و سرزمین‌های مختلف را رد می‌کرد و ترجیح می‌داد به آموزش بپردازد. وی در سال ۷۷۵ه‍.ق/۱۳۷۴ م به کوشک ابن سلامه در اران رفت و به مدت ۴ سال در آنجا زندگی کرد. ابن خلدون باقی‌ماندهٔ عمرش را نیز صرف کارهای سیاسی در اسپانیا کرد؛ و این چنین به بسیاری از سندها و مدارک رسمی دسترسی پیدا کرد. او در ۸۰۸ ه‍.ق/ ۱۴۰۶ م در سن ۷۶ سالگی در قاهره فوت کرد.

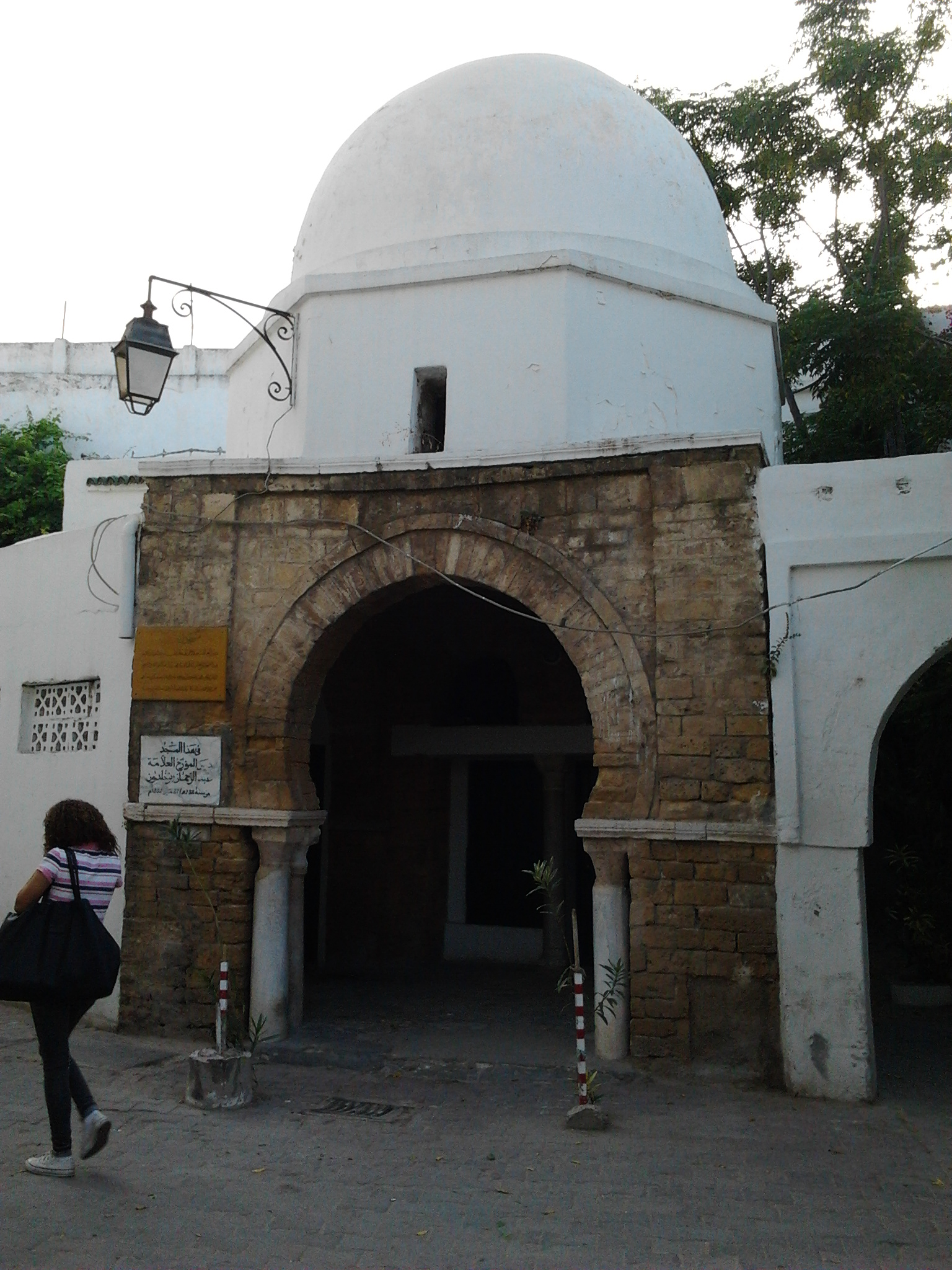
ابن خلدون در این مسجد در تونس درس خواند

## ابن خلدون و ابن اثیر
ابن خلدون در کتاب مقدمهٔ خود تاریخ‌نگاران را به دو دسته تقسیم می‌کند. دستهٔ اول شامل افرادی می‌شود که مقلدانه عمل می‌کنند، و دستهٔ دوم مورخان بزرگ اسلام نامیده می‌شوند. وی پس از تفکیک مورخان، چند تن از آن‌ها را جز این دو دسته نام می‌برد، اما نکتهٔ عجیب این است که او هیچ نام و نشانی از ابن‌اثیر نمی‌آورد و کوچک‌ترین اشاره‌ای هم به وی نمی‌کند. ابن خلدون به صورت دوپهلو عمل کرده است. او در کتاب العبر خود مدام به «الکامل» ابن اثیر اشاره می‌کند و به گفته‌های او استناد می‌کند، در حالی‌که در مقدمهٔ العبر کوچک‌ترین اشاره‌ای به وی نکرده است.

### تاثیرپذیری العبر از الکامل
ابن خلدون در کتاب العبر خود نقل‌قول‌هایی از ابن اثیر ذکر کرده و به مضامین و مفاهیمی پرداخته است که نشان می‌دهد چند بار کتاب ابن اثیر توسط ابن خلدون خوانده شده است. ابن اثیر در دو بعد «مکان و جغرافیا» و «تاریخ و زمان» در زمان خود آن‌چنان معروف و برجسته بود که حتی ابن خلدون هم از مطالعات او استفاده کرده و گاهی در پایان نقل‌قول‌هایش نوشته: «پایان کلام ابن اثیر.» ابن خلدون در ذکر وقایع سلجوقی، مغول، زنگیان، ایوبیان، جنگ‌های صلیبی و… از کتاب الکامل ابن اثیر بهره برده است، تا حدی که مورخان دوران بعد برای تکمیل و تصحیح بعضی از مسائل کتاب ابن خلدون به کتاب ابن اثیر رجوع می‌کردند. استفاده از کتاب الکامل به حدی می‌رسد که خود ابن خلدون هم تلاش می‌کند از منابع دیگری برای تکمیل کتاب خود استفاده کند و در اینجا به تاریخ عتبی، سیرت جلال‌الدین، وفیات الاعیان ابن خلکان و … روی می‌آورد؛ اما بازهم کتاب‌های دیگر را درحد الکامل نمی‌داند. ابن خلدون شخصاً به رونویسی از کتاب الکامل هم اشاره کرده است؛ او در مورد شکست سنجر از ختاییان می‌نویسد: «اخبار این واقعه را از کتاب ابن اثیر خلاصه می‌کنم.» استفادهٔ ابن خلدون از کتاب ابن اثیر به این معنا نیست که او هیچ تحقیقی به انجام نرسانده است، او به تحقیق و بررسی بسیار علاقه داشت و گاهی از ابن اثیر هم ایراد می‌گرفت و نقدهایی به او وارد می‌ساخت.
دیدگاه و تحلیل ابن اثیر در مورد روایت‌های گوناگون در ابن خلدون هم اثرگذار بوده است. ابن اثیر در مورد جنگ جمل این چنین می‌نویسد: «من در تاریخ جنگ جمل جز روایت ابوجعفر طبری روایت دیگری را نقل نکرده‌ام؛ زیرا او موثق و معتمد بوده، مورخان دیگر روایات را پر از حشو و زائد کرده و هریک به میل خود تصرفاتی نموه‌اند.» ابن خلدون هم به این صورت به این واقعه اشاره می‌کند: «این بود واقعهٔ جمل، آن سان که ما از کتاب ابوجعفر طالبی خلاصه کردیم. از این رو برکتاب طبری اعتماد کردیم که از یک سو نگری‌هایی که در کتاب این قتیبه و مورخان دیگر هست به دور می‌باشد.»

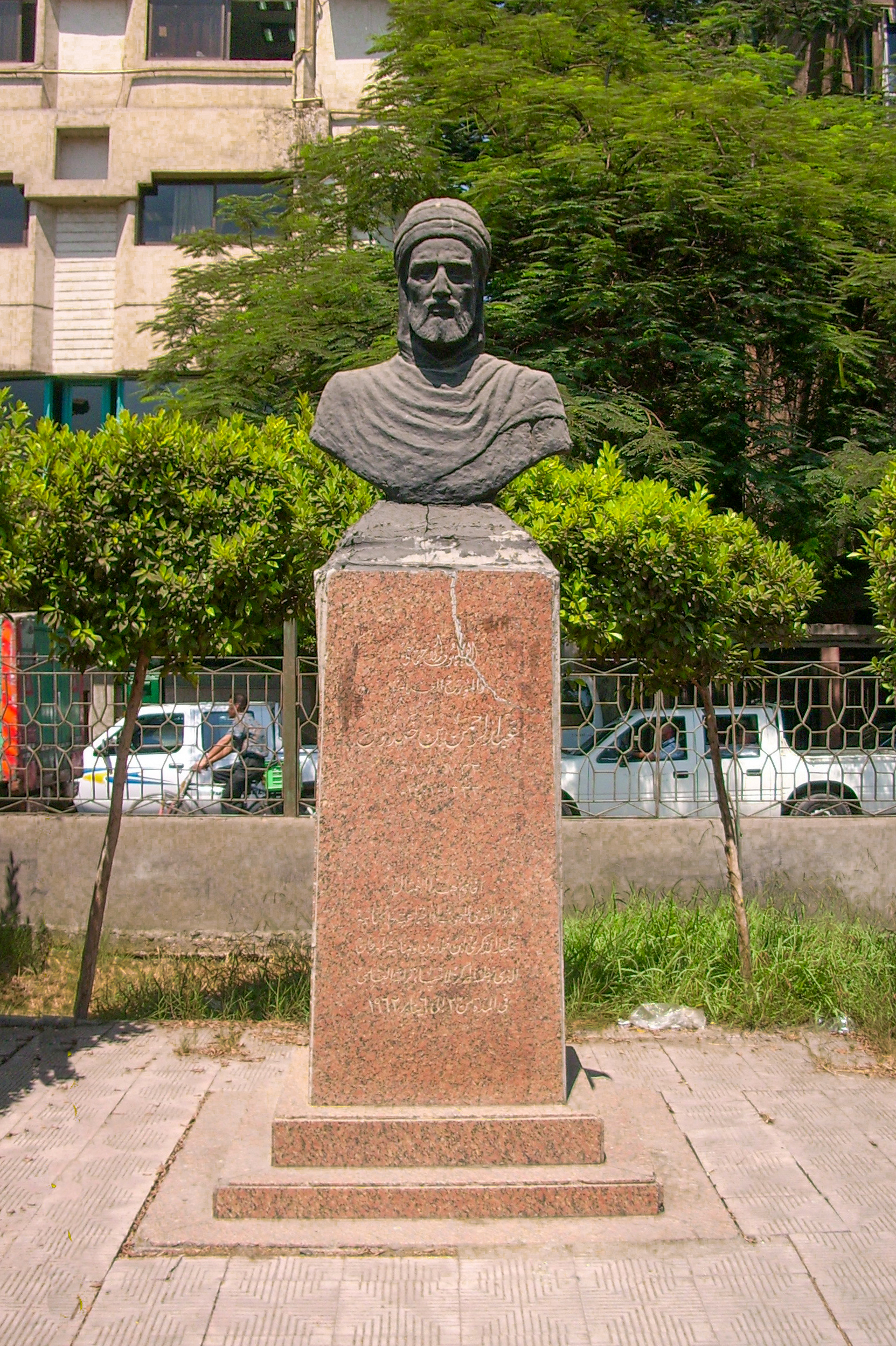
میدان ابن خلدون در محله مهندسین قاهره

### مقدمهٔ ابن خلدون و ابن اثیر
طبق آنچه گفته‌شد، ابن خلدون شخصی بود که بیش از بقیه با گفتار، سبک و کتاب ابن اثیر آشنایی داشت، اما هیچ نامی از او در مقدمهٔ کتاب خود به میان نیاورده و این در حالی است که ابن اثیر بزرگ‌ترین سهام‌دار کتاب العبر است. ابن خلدون تصمیم می‌گیرد که در نقد و تحلیل دیدگاه و نوشتهٔ مورخان دیگر در مقدمهٔ کتاب خویش، اشاره‌ای به ابن اثیر نداشته‌باشد و احتمالاً این تصمیم وی به تأثیرپذیری اندیشه‌هایش از ابن اثیر بازمی‌گردد؛ زیرا ابن خلدون نگاه نقادانه را از ابن اثیر می‌آموزد و در واقع ابن اثیر در این زمینه پیشگام او بوده است. ابن اثیر برای رد بسیاری از وقایع تاریخی به آمار و ارقام دقت می‌کرد و به بررسی آن‌ها می‌پرداخت؛ مثلاً وی به هنگام بررسی شمار لشکریانی که در خدمت بلقیس بودند، این چنین می‌گوید: «۴۰۰ پادشاه تحت امر او بودند و هرکدام ۴ هزار سرباز داشتند. بلقیس دارای ۳۰۰ وزیر و ۱۲ سپهسالار بود و هرکدام ۱۲ هزار نزد خود داشتند. وی می‌گوید: گروهی در این باره مبالغه کردند و با بی‌خردی حتی زحمت حساب کردن این تعداد هم به خود ندادند تا متوجه شوند با هیچ منطقی قابل باور نیست. ابن اثیر می‌گوید:
| « | دروغی بدین بزرگی، یک ساعت به فکر نیفتادند که درست حساب کنند تا اندازهٔ نادانی خویش را دریابند. اگر او از عدد و رقم سررشته‌ای داشت بی‌گمان از چنین سخن ناروایی خودداری می‌کرد؛ زیرا همهٔ مردم روی زمین از مرد، زن، پیر، جوان و بچه تعدادشان به آن اندازه نیست و چگونه ممکن است این همه مردمان ۲۵ساله باشند، در این صورت ای کاش می‌دانستم کسانی که از بیست و شش بیشتر و کمتر داشتند و به‌جای سربازی، کشاورزی می‌کردند چقدر بودند، زیرا همهٔ مردم سپاهی نیستند… با این وصف باز یمن گنجایش آن‌همه سرباز را ندارد. | » |

ابن خلدون در موراد دیگری هم مثل تأیید صحت نسب علویان مصر گفته‌های ابن اثیر را دوباره بازگو می‌کند و آن‌ها را صادق می‌داند یا در مورد محمد بن تومرت، بنیان‌گذار موحدون ویژگی‌های شخصیتی که برای او ذکر می‌کنند به یک شکل است. ابن خلدون در نوشته‌های خود تحت تأثیر ابن اثیر است و درواقع باعث شد ابن خلدون موفق شود به وسیلهٔ نقد اخبار و اسناد که از ابن اثیر آموخته بود، به نقد آثار بزرگان دیگری چون طبری، مسعودی و.. بپردازد و حلقهٔ مفقود شده میان این‌ها ابن اثیر بود.

منحنی لافر با حداکثر نقطه درآمد در حدود ۷۰٪، همان‌طور که توسط Trabandt و Uhlig (2009) برآورد شده است. لافر از مشاهدات ابن خلدون استناد می‌کند که "در آغاز سلسله، حکومت از ارزیابی‌های جزیی مالیات زیادی به دست می‌آورد. ولی در پایان سلسله، مالیات کمی از ارزیابی‌های بزرگ به دست می‌آورد.

## عصبیت در تاریخ از نگاه ابن خلدون
عصبیت یعنی «حمایت و طرفداری از فامیل و نسب یا فردی از منسوبان»، این صفت در اسلام پسندیده نیست؛ جز عصبیت مذهبی. بنابر نظر فراهانی منفرد، عصبیت برای کسانی است که به صورت قبیله‌ای زندگی می‌کنند و در محیط‌ها و شرایطی زندگی می‌کنند که نیاز به حامی دارند و باعث می‌شود که قبایل بایکدیگر متحد شوند. این اتحاد آن‌ها بیشتر پیوند نسبی است و در واقع این عصبیت است که قبایل را در کنار یکدیگر جمع می‌کند. عصبیت میان قبایل عرب چنان بود که حتی اگر از طریق حلف بایکدیگر متحد شده‌بودند و پیوند نسبی هم نداشتند تا حدی بر سر قول‌وقرار خویش باقی می‌ماندند، که به محض وقوع کوچک‌ترین مشکل، دشمن را به شدت گوشمالی داده و ادب می‌کردند. ابن خلدون در مورد شکل‌گیری حکومت‌ها می‌گوید گاهی یک قدرت برتر با غلبهٔ خود بر دیگر ملت‌ها آن‌ها را مجبور به اطاعت می‌کند و با فزونی قدرت و توانش تا حدی پیش می‌رود که کشورهای بسیار زیادی را زیر پرچم خود درمی‌آورد و به نقطهٔ اوج می‌رسد. از نظر ابن خلدون در این مورد دو نظریه وجود دارد؛ طریقهٔ اول این است که حکومت نزدیک خود را که در شرف فروپاشی است را به دست می‌گیرد یا اینکه یکی از قبایل که به اندازهٔ کافی رشد کرده و به مشروعیت خویش دست یافته، به وسیلهٔ امکانات خود به هدفش خواهد رسید، همانند ترکان و عباسیان.
با رسیدن به نهایت قدرت به فکر نکات دیگری می‌افتد، کسی که تنها اسب، جنگ، قبیله و… برایش اهمیت داشت با تصرفات خود مجبور می‌شود به مزارع، مراتع، شهرها، آبادی‌ها، صنایع و… هم فکر کند و این چنین برای ادارهٔ کشور فتح شده دست‌به‌دامن وزیران و دیوانیان می‌شود؛ همانند اعراب و ایرانیان. در این زمان نیروهای نظامی از خشونت خود می‌کاهند و مغلوب فرهنگ کشور فتح شده می‌شوند. درگیر مسائل و نعمت‌های گوناگونی می‌شوند که تا آن زمان با آن برخوردی نداشتند و این راحتی، مقام و جلال سَمی است برای عصبیت. شاید افراد اولیهٔ اندکی دچار این نعمت‌ها شوند، اما فرزندان آن‌ها به مرور بیشتر از پدران خود به این سمت کشیده می‌شوند و عصبیت پیشین خود را از دست می‌دهند و به آنچه حکومت‌های پیشین دچارش شده‌بودند، دچار می‌شوند. ابن خلدون هم به این تسلسل معتقد است و می‌گوید: «تاریخ تکرار می‌شود.» مرحلهٔ اول را تهاجم، سپس اوج، تجمل، استبداد و انحطاط می‌داند. گفته‌های ابن خلدون مختص به دورهٔ اوست، زمانی که جامعهٔ اسلامی دچار مشکل شده و در حال نابودی است؛ پس نتیجه می‌گیریم هنگامی که عصبیت از بین رود، دولت هم از بین می‌رود و در واقع باید گفت با آنکه عصبیت خود از قبیله است و به هنگام تشکیل دولت لازم است، با تشکیل دولت از بین می‌رود. نمونه‌ای از جوامع مورد مطالعهٔ ابن خلدون شمال آفریقا است که هرگاه قبیله‌ای احساس برتری می‌کرد بر قبایل دیگر می‌تاخت و قدرتی ایجاد می‌کرد و هنگامی که عصبیت از میان می‌رفت، شخص دیگری حکومت را تصاحب می‌کرد و دوباره این چرخه تکرار می‌شد.

## اقالیم معتدل و منحرف و نقش آب‌وهوا در رنگ پوست
به تبع بطلمیوس، ابن خلدون قایل به اقلیم‌های هفتگانه است و آبادترین ناحیهٔ مسکون زمین را مرکز آن می‌داند و افراط در گرمای جنوب (اقلیم نخست) و سرمای شمال (اقلیم هفتم) را مانع عمران دانسته است. او معتدل‌ترین و مناسب‌ترین اقلیم برای عمران را اقلیم چهارم (شامل عراق و شام) و سپس اقلیم‌های همجوارش یعنی سوم و پنجم می‌داند؛ یعنی اقالیم دوم و ششم از اعتدال به‌دورند و اقالیم یکم و هفتم نیز به‌کلی فاقد اعتدالند. او مردمان ساکن در اقالیم سوم و چهارم و پنجم (مغرب و شام و یمن و حجاز و عراق عجم و عراق عرب و سند و هند و چین و مردم اندلس و یونانیان و رومیان) را از حیث جسم و رنگ و ادیان و اخلاق راست‌تر از ساکنان دیگر اقالیم می‌داند و می‌گوید که نبوت‌ها و پیامبران بیشتر در این اقالیم بوده‌اند و در اقالیم شمالی و جنوبی اطلاعی از بعثت نیست، زیرا پیامبران و فرستادگان خدا مخصوص به کامل‌ترین افراد بشر از لحاظ آفرینش و خوی بوده‌اند. او می‌گوید «این مردمان از لحاظ خانه و پوشیدنی و خوراک و صنایعْ نهایت میانه‌روی را در نظر می‌گیرند و خانه‌هایشان از سنگ‌های زیبا و ظریف ساخته شده است و در معاملاتْ دو سکهٔ گرانمایه، دینار و درهم، را به‌کار می‌برند و در بیشتر حالات خویش از کجروی و انحراف به‌دورند. اما ساکنان اقالیم دور از اعتدال، یعنی اول و دوم و ششم و هفتم، در همهٔ احوال خویش بسی از اعتدال به‌دورند، چنان‌که خانه‌هایشان از گِل و نی و خوراکشان از ذرت و علف و پوشیدنی‌هایشان از برگ درختان است، و بیشترشان بی‌جامه و برهنه‌اند و معاملات ایشان نه با زر و سیم، بلکه با مس و آهن است، و اخلاقشان نزدیک به خوی جانوران بی‌زبان؛ مثلاً، دربارهٔ بسیاری از مردم سودان (واقع در اقلیم نخست) نقل می‌کنند که در جنگل‌ها و غارها به‌سر می‌برند و علف می‌خورند و مانند وحشیان باهم الفت ندارند و یکدیگر را می‌خورند، و صقالبه (اسلاوها، ساکنان اقالیم ششم و هفتم) نیز بر همین خوی‌اند، زیرا از اعتدال به‌دورند.»

نسب‌شناسانِ کهن سببِ رنگِ پوستِ سیاهان را نفرین پدرشان نوح علیه حام ــ جد سیاهان ــ می‌دانستند، اما ابن خلدون این نظر قدیمی را رد می‌کند و رنگ پوست را ناشی از طبیعت گرما و سرما و تأثیر آن در تکوین جانداران این محیط‌ها می‌داند؛ یعنی مردمان اقلیم اول و دوم (حبشیان و زنگیان و سودان) به‌سبب گرمای افراطیِ جنوب سیاهند، زیرا خورشید در هر سال دوبار در سمت رأس آنان واقع می‌شود و فاصلهٔ زمانی میان این دو بار کوتاه است و پوستشان را سیاه می‌کند. برعکس، ساکنان اقالیم ششم و هفتم (صقلاب یا اسلاوها و ترک‌ها و خزران و آلان‌ها و یأجوج و مأجوج) به‌سبب سرمای شدیدْ رنگ پوستشان به سپیدی می‌گراید و موی بدنشان از بین می‌رود؛ و این سرمای مفرط اقتضا می‌کند که مردمشان دارای چشمانی کبود (سبز) و پوست‌های خال‌خال (کک و مک) و موهای طلایی باشند. او می‌گوید عده‌ای از سیاهان جنوب در اقلیم هفتم (مساکن سفیدپوستان) ساکن شده‌اند و، در نتیجه، رنگ پوست اعقابشان به سپیدی گراییده است؛ و کسانی از سفیدپوستان به جنوب رفته و رنگ نسل‌های آنان به سیاهی تغییر یافته است و این یعنی «رنگ بدن تابع خاصیت هواست.» او نظر سنتی نسب‌شناسان عرب مبنی‌بر اینکه سیاهان جنوب از نسل «حام» و سفیدهای شمالی از نسل «یافث»، و ساکنان میانهٔ زمین از نسل «سام» می‌باشند را رد می‌کند.

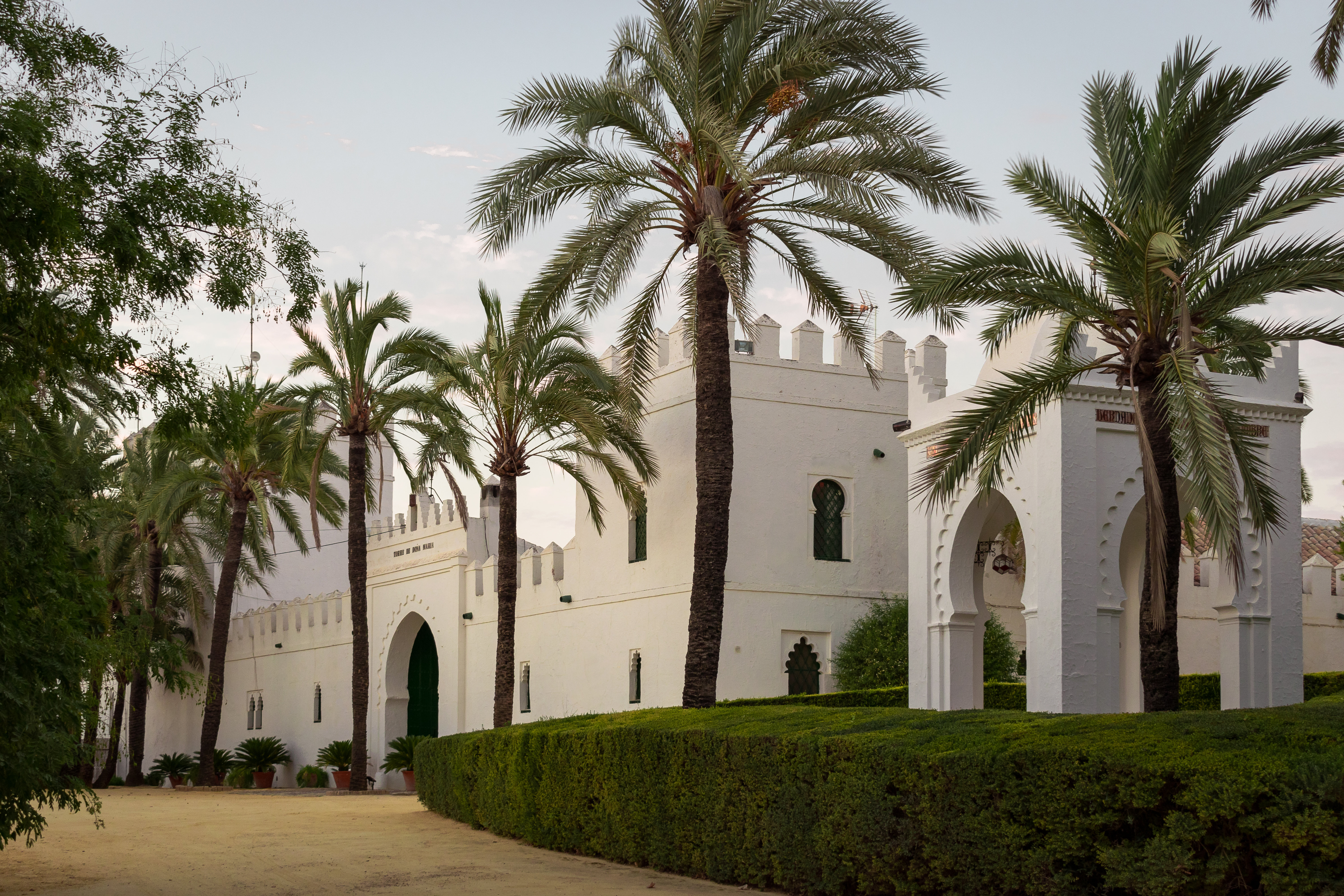
Hacienda Torre de Doña Maríaویلای هسیندا تورره در دونا ماریا در سویل اسپانیا که گفته می‌شود ویلای خانوادگی ابن خلدون بوده است.

## دولت‌ها هم مانند مردم عمر طبیعی دارند
سن دولت‌ها هرچند برحسب قرانات متفاوت است، ولی اغلب از سه پشت تجاوز نمی‌کند و هر پشت عبارت از سن متوسط یک شخص است که چهل سال می‌باشد، چنان‌که بنی‌اسرائیل چهل سال در بیابان سرگردان بود و در پایان این چهل سال نسل نویی پدید آمد که، برخلاف نسل پیشین، به خواری پستی خو نگرفته بود. عمر دولت از سه پشت تجاوز نمی‌کند:
نسل نخست همچنان بر خوی خشونت و توحش بادیه‌نشینی (مانند تنگی معیشت و دلاوری و شکار و اشتراک در فرمانروایی) استوار است و، به‌همین علت، شدت عصبیت در میان آنان همچنان محفوظ می‌ماند. از همین‌رو، دم شمشیرشان بُرنده و جانبشان شکوهمند و مایهٔ بیم دشمن است و مردم مغلوب و فرمانبر آنانند.
نسل دوم به‌سبب کشورداری و نازونعمت تغییر خوی می‌دهد و از بادیه‌نشینی به شهرنشینی می‌گراید و از تنگی روزی به فراخی معیشت و ناز و نعمت، و از اشتراک در فرمانروایی به خودکامگی گام می‌گذارد که تنها یک تن فرمانروایی را به خود اختصاص می‌دهد، و دیگر اعضای خاندان و دولت از کوشش در راه آن به سستی و زبونی تن درمی‌دهند. از اینرو، جوش‌وخروش عصبیتشان تاحدی فروکش می‌کند و ذلیل و فروتن می‌شوند. ولی همچنان بسیاری از صفات نسل نخستین در آنان باقی می‌ماند، زیرا این نسل دوران نسل نخستین را درک کرده و خود نیز در بسیاری از احوال با آنان به همکاری پرداخته و غلبه‌جویی و کوشش و نگهبانی دیده و هنوز بسیاری از فضایل و صفات دوران بادیه‌نشینی در او باقی‌مانده است.
اما نسل سوم روزگار بادیه‌نشینی و خشونت را چنان از یاد می‌برد که گویی وجود نداشته است، و عصبیتش را از دست می‌دهد و فراخی معیشت و ناز و نعمتش به مرحلهٔ نهایی می‌رسد. پس افراد نسل سوم به‌منزلهٔ کسانی قرار می‌گیرند که در تکفل دولت هستند و به زنان و کودکانی می‌مانند که باید در پرتو حمایت مردان باشند، و حس مدافعه را از دست می‌دهند و عصبیتشان بکلی زایل می‌شود و با پوشیدن لباس‌ها و نشان‌های دولتی بر خویش و اسب‌سواری و تربیت نیکو بر مردم جلوه می‌کنند، در حالی‌که غالبشان بر پشت اسبان از زنان هم ترسوترند؛ چه هرگاه مدعی و مخالفی بر ایشان بتازد، نمی‌توانند در برابرش مقاومت کنند. از این‌رو، رئیس دولت به کسانی جز آنان از مردمان سرسخت و دلاور نیازمند می‌شود و بر موالی و مزدوران خویش می‌افزاید تا هنگامی که ایرد انقراض آن دولت را اعلام فرماید.
پس سن این نسل‌ها ۱۲۰ سال است و دولت‌ها اغلب از این سن تجاوز نمی‌کنند و اندکی پیش یا پس از آن سن به تقریب منقرض می‌گردند.

## مراحل دولت و تغییر اخلاق رؤسای دولت در هر مرحله
ابن خلدون معتقد است که هر دولت پنج مرحله دارد و حاکمان در هر مرحله اخلاقی کسب می‌کنند که در دیگر مراحل نیست:
- مرحلهٔ اول غلبه و چیرگی بر رقیبان و گرفتن کشور از دست دولت پیشین و استیلا یافتن بر کشور است. در این مرحله، هنوز رئیس دولت در برابر افراد قومش یکه‌تاز مطلق نیست، زیرا در راه تشکیل حکومت به عصبیت آنان نیازمند است.
- مرحلهٔ دوم دوران خودکامگی و حکومت مطلق و تسلط یافتن بر قبیلهٔ خویش ــ که در مرحلهٔ نخست به او در تأسیس حکومت یاری رسانده بودند ــ و مهار کردن آنان از دست‌درازی به مشارکت و مساهمت در امر کشورداری است. در این مرحله، خدایگان دولت به‌جای آنان مزدوران بیگانه و موالی و دست‌پروردگانی غیر از نژاد و عصبیت خویش برمی‌گزینند و بر عدهٔ آنان می‌افزایند تا عرصه را بر نزدیکان خودش تنگ کنند و آنان را از عهده‌داری امور کشور برانند و خودکامگی را منحصر به خود کنند.
- مرحلهٔ سوم دوران آسایش و آسودگی رئیس دولت برای برخورداری و بدست آوردن ثمرات و نتایج پادشاهی است، ثمراتی چون کسب ثروت و به یادگار گذاشتن آثار جاوید. او در این مرحله به بنای کاخ‌ها و معابد و شهرها می‌پردازد، به هیئت‌های نمایندگی دیگر کشورها بار می‌دهد، به رفاه حال حاشیه‌نشینان می‌پردازد، از سپاهیانش سان می‌بیند و حقوق و مستمری آنان را مرتب بررسی می‌کند و به پراکندن احسان مشغول می‌شود. این مرحله اوج استبداد و خودکامگیست.
- مرحلهٔ چهارم دوران خرسندی و مسالمت‌جویی با دیگر دولت‌هاست. در این مرحله، رئیس دولت به آنچه پیشینیانش پایه‌گذاری کرده‌اند قانع می‌شود و در آداب و رسوم و شیوهٔ سلطنت از آنان تقلید می‌کند و سعی نمی‌کند گامی فراتر از آن‌ها بنهد، زیرا آنان را در بنیان‌گذاری دولت و شوکت بیناتر می‌داند.
- مرحلهٔ پنجم دوران اسراف و تبذیر است. در این مرحله، رئیس دولت آنچه را که گذشتگانش گردآورده بودند در راه شهوت‌رانی‌ها و لذایذ نفسانی و بذل‌وبخشش بر ندیمان و خواص خویش در مجالس و محافل عیش تلف می‌کند و یاران و همراهان بد و نابکار برمی‌گزیند و کارهای بزرگ و مهمی را به ایشان می‌سپارد که از عهدهٔ انجام دادنشان برنمی‌آیند، و به بزرگان و عناصر شایستهٔ قوم خودش بدی روا می‌دارد (چنان‌که ایشان یاری خود را از وی دریغ می‌کنند)، و به‌سبب خرج کردن مستمری‌های سپاهیان در راه شهوترانی‌های خود وضع سپاه و لشکرش به تباهی می‌رود، چه به تن خویش به کار ایشان عنایت نمی‌کند و به پرسش احوال و سروسامان دادن کارهای ایشان نمی‌پردازد و در نتیجه اساسی را که پیشینیانش بنیان نهاده بودند واژگون می‌کند. در این مرحله، فرسودگی و پیری به دولت راه می‌یابد تا آنکه سرانجام منقرض می‌شود.[۱۷]

## روی آوردن دولت‌ها به شمشیر
ابن‌خلدون شمشیر و قلم را از ابزار و وسایل ضروری دولتمردان می‌داند، با این تفاوت که در آغاز دولت و نیز پایان عمر دولت نیاز پادشاه به شمشیر بیش از قلم است و شمشیر بر قلم مزیت دارد، اما در اواسط دولت سلطان تا حدی از شمشیر بی‌نیاز می‌شود، زیرا در این مرحله در تشکیل دادن دولت کامیاب شده و فرمانش در همه‌جا نفوذ یافته و به‌جز کامروایی و بهره‌برداری از نتایج و ثمرات پادشاهی (گردآوری خراج و مالیات و نگهداری آن و برقراری روابط نزدیک با دول دیگر) هدف دیگری ندارد و شمشیرها در نیام هستند و کاری از آن‌ها ساخته نیست مگر اینکه غائله‌ای روی دهد.بنابراین، دولت‌ها در آغاز کار ناچار و خواهی‌نخواهی با مردم شیوهٔ همراهی و خوشرفتاری و اعتدال پیش می‌گیرند و مردم را از هر گزندی حمایت می‌کنند و مالیات‌ها آنقدر افزون نیست که برای رعایا کمرشکن باشد؛ و آن یا به‌سبب دین است یا به‌علت ملاطفت و جوانمردیی که مخصوص بادیه‌نشینان است.

## مالیات‌ستانی
در آغاز تشکیل دولت، وضع خراج‌ستانی از لحاظ تقسیم‌بندی وظایف خراج‌گزاران ساده و اندک ولی ازنظر مجموعهٔ عوایدی که به‌دست می‌آید فراوانست؛ در پایان دولت عکس این مطلب صادقست، یعنی تقسیم‌بندی و میزان تکلیف و خراج تحمیلی بر مردم فراوان و پیچیده است اما عواید دولت اندکست.
زیرا اگر دولت از سنن دینی پیروی کند، به‌جز همان اعانات شرعیِ بر دوش مردم (صدقه و زکات و غیره) و خراج و جزیه تکالیف دیگری نمی‌تواند بر مردم تحمیل کند و نظام خراج‌ستانی ساده است. به‌عبارت دیگر، دولت در آغاز کارش در حالت بادیه‌نشینی است و بادیه‌نشینی اقتضا می‌کند که دولت با مردمش به‌شیوهٔ مسامحه‌کاری و تعلل و فروتنی رفتار کند و اموالشان را ندزدد؛ و به‌علت نداشتن نازونعمت و عادات و رسوم تجملی نیازمندی‌هایش اندک است و خرجش زیاد نیست و، به‌همین سبب، درآمدهای خراج‌ستانی‌اش با هزینه‌ها برابری می‌کند و حتی گاهی درآمدها بیشتر از هزینه‌هاست؛ همین سنگین نبودن مالیات و بار محوله بر مردم باعث می‌شود مردم با شیفتگی و پشتکار به کوشش و فعالیت بپردازند و آبادانی به‌طور روزافزون توسعه یابد، زیرا در نتیجهٔ کمیِ باج و ناچیز بودن مقدار خراج نیکوحال می‌شوند و زندگی‌شان قرین بهبود و رفاه می‌گردد؛ قوی‌ترین موجب آبادانی و تولید ثروتْ تقلیل مالیات‌ها بر آبادکنندگان است، چه از این راه روح پشتکار و فعالیت برای آبادانی در مردم بیدار می‌شود زیرا ایشان یقین می‌کنند که از فعالیت عمرانی خود سود می‌برند. اما هرگاه مدت زیادی از استقرار دولت بگذرد و پادشاهانش یکی پس از دیگری به زیرکی متصف شوند و شیوه‌های بادیه‌نشینی و سادگی و خوی‌های آن (چشم‌پوشی و مسامحه و عدم تصرف در اموال مردم) رخت بربندد و دوران ستمگری و زورگویی فرارسد و به حضارت (شهرنشینی) خو گیرند و در نازونعمت و تجمل فرو بروند و نیازمندی‌هایشان فزونی یابد، آن وقت بر خراج رعایا و برزگران و کشاورزان و دیگر صنوف می‌افزایند تا عایدی‌شان از خراج‌ستانی بیشتر شود و بتوانند هزینه‌های برخاسته از تجمل‌خواهی دولت را تأمین کنند و مخارج خواص و درباریان را بپردازند و کسری درآمد را جبران کنند. آنگاه، رعیت بهبود زندگی و نیکوحالی پیشین را از دست می‌دهد و از اشتیاق به آبادانی بازمی‌ایستد؛ زیرا وقتی میزان خراج‌گزاری خود را با مقدار بهره‌برداری و سود خود می‌سنجد و می‌بیند سود اندکی برمی‌دارد، ناامید می‌شود و از آبادانی دست می‌کشد و امیدش به تولید ثروت قطع می‌شود و فرجام ناسازگار همهٔ این‌ها عاید دولت می‌شود، زیرا سود آبادانی و تولید ثروت به آن بازمی‌گردد. چه‌بسا که اینگونه باجگزاری‌ها در پایان روزگار هر دولت به‌قدری افزایش می‌یابد که به نومیدی مردم از بازارها منجر می‌شود و این وضع اختلال و ویرانی اجتماع و آبادانی را اعلام می‌دارد و نتایجش به دولت بازمی‌گردد و همچنان باج‌ها فزونی می‌یابد تا آنکه دولت مضمحل شود. نظیر اینگونه باجگزاری‌ها در شهرها و ممالک مشرق در اواخر دولت عباسیان و عبیدیان (فاطمیان) بسیار روی داده است، چنان‌که حتی بر حج‌گزاران نیز در موسم حج باج و خراج وضع کردند.

## فرتوتی و فرسودگی دولت
عوارضی از قبیل تجمل و اسراف که حکایت از فرسودگی و فرتوتی و انحطاط دولت می‌کند به‌طبیعت و خواه‌ناخواه برای دولت روی می‌دهد و از امور طبیعی هردولتی است. اگر فرتوتی و فرسودگی به دولتی راه یابد، به‌هیچ‌رو برطرف نمی‌شود. این عارضه از بیماری‌های مزمن درمان‌ناپذیر است که نمی‌توان آن را برطرف کرد، زیرا امور طبیعی تغییرناپذیرند. گاهی بسیاری از فرمانروایان دولت‌ها، که در کار سیاست و کشورداری بیدار و هوشمندند، بدین عارضه توجه می‌کنند و می‌بینند که عوارض و موجبات فرسودگی و پیری به دولتشان راه یافته است و گمان می‌کنند که ممکن است این عوارض را برطرف کرد و بر آن می‌شوند که وضع دولت را جبران و مزاج آن را از این فرتوتی اصلاح کنند، و می‌پندارند که این عارضه به‌سبب کوتاهی یا غفلت کسانی بوده است که پیش از آنان فرمانروایی می‌کرده‌اند، در صورتی‌که حقیقت امر چنین نیست زیرا پدید آمدن عوارض مزبور در دولت‌ها از امور طبیعی است و آنچه مانع جبران و اصلاح این عوارض می‌شود عادات است؛ زیرا کسی که مثلاً پدر و اجداد خاندانش را ببیند که جامهٔ حریر و دیبا می‌پوشند و سلاح‌ها و مرکوب‌های خود را به زر می‌آرایند و در مجالس و هنگام نماز از مردم نهان می‌شوند و پرده‌ای میان خود و دیگران می‌کشند نمی‌تواند با سلف خود در این عادات به مخالفت برخیزد و در پوشیدن جامه و دیگر رسوم شیوه‌ای ساده و خشن پیش گیرد و با مردم درآمیزد، چه در اینصورت نزدیکانش این روش را تقبیح می‌کنند و حتی ممکن است به مالیخولیا و دیوانگی متهمش کنند و فرجام آن سلطنتش را مورد تهدید قرار خواهد داد، چه اگر عظمت و شکوه پادشاهی زایل شود، رعایا به‌علت از میان رفتن اوهام عظمت و شکوه گستاخ می‌شوند و با دولت به ستیز برمی‌خیزند. از این رو، در چنین شرایطی دولتش را در پناه این شکوه و عظمت و تجمل حفظ می‌کند تا امر پادشاهی به‌پایان آید.

## ستم اعلام‌کنندهٔ ویرانی اجتماع و عمران است
تجاوز به اموال مردم آنان را از بدست آوردن و بارور کردن ثروت نومید می‌سازد، چه می‌بینند در چنین شرایطی سرانجام هستی‌شان را به غارت می‌برند و آنچه را بدست می‌آورند از ایشان می‌ربایند؛ و هرگاه مردم از بدست آوردن و تولید ثروت نومید شوند، از کوشش و تلاش در راه آن دست برمی‌دارند. تجاوز و ستم به‌هر اندازه باشد، به‌همان نسبت رعایا از کوشش در راه بدست آوردن ثروت بازمی‌ایستند. در واقع، آبادانی و فراوانی و رواج بازارها تنها در پرتو کار و کوشش مردم برای مصالح زندگی و پیشه‌هاست، و به همین سبب اگر مردم در راه معاش خود کوشش نکنند و دست از پیشه‌ها بردارند، بازارهای اجتماع و آبادانی بی‌رونق و کاسد می‌شود و احوال متزلزل می‌گردد و مردم در جستجوی روزی از آن سرزمین رخت برمی‌بندند و به نواحی دیگر مهاجرت می‌کنند و در نتیجه جمعیت آن ناحیه تقلیل می‌یابد و شهرهای آن خالی از سکنه می‌شود و شهرستان‌های آن ویران می‌گردد و پریشانی و نابسامانی آن دیار به دولت و سلطان هم سرایت می‌کند، زیرا دولت برای اجتماع به‌منزلهٔ صورت است که وقتی مادهٔ آن تباهی پذیرد، خواه ناخواه صورت هم تباه می‌شود.
مسعودی در ضمن اخبار ایرانیان حکایتی آورده: در روزگار بهرام ساسانی، موبد پیشوای دین پادشاه را از ستمگری نهی کرد و در این‌باره مَثلی از زبان جغد آورد: «پادشاهی آواز جغدی را شنید. از موبد پرسید: «آیا گفتار این پرنده را می‌فهمی؟ ‘ موبد پاسخ داد: ’ آری. جغد نری می‌خواهد با جغد ماده‌ای جفت شود و جغد ماده شیربهای خود را بیست دِه ویرانه شرط می‌کند از دِه‌هایی که در عصر این پادشاه ویران شده است. نر شرط ماده را پذیرفت و گفت اگر فرمانروایی این پادشاه ادامه یابد، هزار ده ویران هم به‌عنوان تیول به تو خواهم بخشید؛ چنین شرطی از هرخواستهٔ دیگر آسان‌تر است.» پادشاه از خواب غفلت بیدار شد و موبد نصیحتش کرد: ’پادشاها، کشور ارجمندی نیابد جز به دین، و دین استوار نشود جز به پادشاهی، و پادشاهی ارجمندی نیابد جز به مردان، و مردان نیرو نگیرند جز به مال، و به مال نتوان راه یافت جز به آبادانی، و به آبادانی نتوان رسید جز به داد. ‘»
بنابراین، فرجامِ بدِ ستم به دولت بازمی‌گردد زیرا اجتماع و عمران، که به‌منزلهٔ مادهٔ دولت به‌شمار می‌رود، ویران می‌گردد. مقصود شارع از تحریم ستمگری نیز همین است، چه از ستمْ جامعه به تباهی و ویرانی دچار می‌شود، و ویرانی و تباهی نیز انقراض نوع بشر را اعلام می‌دارد. فقط اینکه ستمگری ــ برخلاف گناهانی مانند زنا و قتل و مستی ــ جز از خداوندان زور و قدرت سر نمی‌زند و برای همین نمی‌توان شکنجه و کیفری برای این گناه وضع کرد. از این‌رو، شارع در نکوهش و تهدید ستمگران مبالغهٔ فراوان کرده است تا شاید آن‌همه مذمت و تهدید موجب شود تا در نفس کسانی که بر ستم توانایند مانعی به‌وجود آید.

## چگونگی کوچک‌شدن قلمرو یک دولت

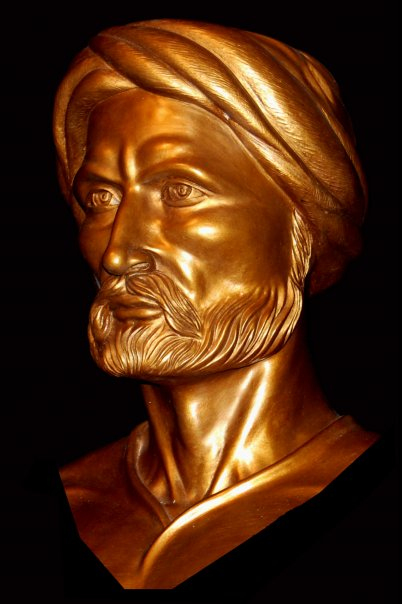
تصویری از سردیس برنزی ابن خلدون که جزو کلکسیون موزه ملی عرب-امریکایی است.

هر دولتی می‌تواند بهرهٔ معینی از سرزمین و مرزوبوم داشته باشد و ممکن نیست بر آن حدود بیفزاید. علت اینست که دولت خدمتگزاران و افراد قبیلهٔ خود را بر شهرها و نواحی دور و نزدیک کشور تقسیم می‌کند تا آن‌ها را نگهبانی کنند؛ هنگامی‌که همهٔ آنان را به نواحی گوناگون گسیل کرد دیگر کسی باقی نمی‌ماند؛ اگر هم شمارهٔ خدمت‌گزاران و افراد قبیلهٔ دولتی از دولت پیشین فزون‌تر باشد، ممکن است پهناورتر شود. همهٔ این مراحل جهانگشایی و وسعت‌بخشیدن به مرزوبوم هنگامی میسر می‌شود که اعضای دولت هنوز عادات و رسوم بادیه‌نشینی را از دست نداده و بر همان خشونت و سرسختی و دلاوری باقی باشند، و گرنه هنگامی‌که ارجمندی و غلبه‌جویی دولت به اوج عظمت برسد و در نتیجهٔ فزونی مالیات‌ها وسایل معاش و ارزاق به‌حدوفور در دسترسشان قرار گیرد و در دریای تجمل و ناز و نعمت فروروند و به عادات شهرنشینی خو گیرند و نسل‌های آنان بر این شیوه پرورش یابند، آن‌وقت نگهبانان و لشکریان نرمخو بار می‌آیند و حاشیه‌نشینانِ دولت نازپرورده می‌شوند و ترس و تنبلی بر آنان چیره می‌شود و درنتیجهٔ ممارست در پیمان‌شکنی و گرویدن از حق به باطل ــ که خصوصیت شهرنیشنان است ــ صفات سرسختی و دلاوری و مردانگی را از دست می‌دهند و خشونت بادیه‌نشینی از آنان زایل می‌گردد؛ بنابراین، نخستین رخنه و خرابی که به دولت راه می‌یابد از ناحیهٔ سپاهیان و لشکریان است. سپس حاکمان در مخارج زندگی مسابقه‌وار راه اسراف و تبذیر را پیش می‌گیرند و در وسایل تجمل بیش از حد همچشمی و رقابت می‌کنند و در کلیهٔ امور زندگی از قبیل خوراک و پوشاک و برافراشتن کاخ‌های بلند و سلاح‌های زیبا و نیکو و فراهم آوردن اسب‌های گوناگون از حد عادی درمی‌گذرند، و در چنین شرایطی عواید دولت نسبت‌به مخارج آن تقلیل می‌پذیرد و دومین خرابی و رخنه راه می‌یابد که عبارت از بدی وضع مالی و امور خراج‌هاست. درنتیجهٔ این دو لطمه و آسیب ــ تباهی سپاهیان و بدی وضع مالی ــ ضعف و زبونی در دستگاه دولت پدید می‌آید و آنگاه چه‌بسا که سران دولت در نواحی دیگر به معارضه و رقابت برمی‌خیزند و کار به کشمکش و پیکاری می‌کشد که دولت از سرکوب کردنش عاجز می‌شود و مردمان نواحی دور و مرزنشینان نیز مدعی استقلال می‌شوند و، درنتیجه، بسیاری از نواحی از تصرف دولت بیرون می‌رود و دایرهٔ مرزهای دولت محدودتر و تنگ‌تر می‌گردد و توجه دولت به نگاهداری سرحدات کوچک‌تر معطوف می‌شود تا سرانجام منقرض شود. این اصل را باید دربارهٔ هر دولتی، خواه بزرگ خواه کوچک، در نظر داشت.

## چگونگی تشکیل دولت‌های تازه
وقتی دولت‌های کهن و استقراریافته به مرحلهٔ فرتوتی (انحطاط و بحران) می‌رسند، دولت‌های پس از آن‌ها ممکن است به دو گونه تشکیل یابند:
نخست آنکه فرمانروایان ولایات و استاندارانِ نواحی دوردست هنگامی که می‌بینند از نفوذ دولت کاسته شده و سایهٔ قدرتش از سرزمین آنان برافتاده، هریک به تشکیل دولتی نوین دست می‌یازند و بر اتباعِ استانِ خودشان تسلط می‌یابند. در این نوع تشکیل یافتنِ دولت نوین میان بنیان‌گذاران دولت تازه و سران دولت استقراریافته جنگی روی نمی‌دهد، زیرا گروهی که به استقلال ناحیهٔ خود نایل آمده‌اند به همان استان‌های تحت‌تسلط خود قناعت می‌کنند و جویای استیلا بر دولت مرکزی نیستند، بلکه فرتوتی و انحطاط دولت مرکزی را فرا می‌گیرد و از رسیدگی به آن مناطق دوردست بازمی‌دارد. این وضع در دولت بنی‌عباس روی داد و هنگامی‌که این دولت به مرحلهٔ فرتوتی رسید و سایهٔ قدرت و نفوذش از نواحی دوردست کوتاه شد، سامانیان در ماوراءالنهر و حمدانیان در موصل و شام و طولونیان در مصر فرمانروایی را به خود اختصاص دادند.
در گونهٔ دوم، از ملت‌ها و قبایل مجاور فردی طغیانگر که دارای لشکریان و عصبیتی بزرگ در میان طایفهٔ خود است دست به انقلاب می‌زند و به مقام بلند پادشاهی اهتمام می‌کند و به ستیز با دولت مرکزی برمی‌خیزد و میان او و پیروانش با دولت کهن جنگ‌های محلی مکرری روی می‌دهد که هربار یکی پیروز می‌شود و دیگری شکست می‌خورد تا سرانجام شورشیان از راه درنگ و تأخیر بر دولت کهن استیلا یابند.
نکته‌ای که در مورد گونهٔ دوم باید گفت اینست که شورشیان از راه درنگ و به‌تأخیر انداختنِ نبرد بر دولتِ استقراریافته (دولت مرکزی) غلبه می‌یابند نه از راه نبرد و پیکار مستقیم و با یک حمله؛ زیرا دولت استقراریافته چنان است که عادات و رسوم فرمانبری از آن ضرور و واجب شده است و همین عقیدهٔ تسلیم‌پذیری در برابر دولت استقراریافته باعث می‌شود همت و ارادهٔ لشکریانِ دولت نوبنیاد درهم بشکند و از سرسختی‌شان کاسته شود؛ و برای همین سران دولت نوبنیاد ناگریز در برابر چنین امری صبر و مسامحه و درنگ را بر پیکار ترجیح می‌دهند تا آنکه عقاید ملتشان دربارهٔ تسلیم شدن به دولت کهن سست و مضمحل گردد. گذشته از این، دولت کهن دارای ثروت بیکران و وسایل معاش فراوان و نعمت سرشار و لذایذ گوناگون است که در پرتو حکمرانی طویلش به‌دست آورده است و از اموال خراج نیز مبالغ بسیاری در اختیار دارد که سران دولت نوبنیاد از آن بی‌بهره‌اند؛ نیز دولت کهن دارای اسطبل‌ها برای اسبان و سلاح‌های نیکوی فراوان است و عظمت و ابهت پادشاهی‌اش همچنان پایدار است و بذل‌وبخشش فراوان به لشکریان و مردمش می‌کند، در حالی‌که دولت نوبنیاد به‌کلی از همهٔ این‌ها محروم است زیرا هنوز در مرحلهٔ بادیه‌نشینی و گرفتار فقر و بینوایی است و نمی‌تواند خود را بدین‌گونه وسایل مجهز کند؛ از این‌رو وقتی اخبار دولت کهن و کیفیت شکوه و عظمت آن درمیان مردم و لشکریان دولت نوبنیاد منتشر می‌شود، ترس و رعب بر آنان چیره می‌شود و از پیکار با دولت مزبور خودداری می‌کنند و، در نتیجه، فرمانروای دولت نوبنیاد (شورشی) درنگ و تأخیر را ترجیح می‌دهد تا وقتی که دولت کهن به اوج انحطاط و فرتوتی‌اش برسد و خلل و آسیب از همه جهات بدان راه یابد و اهالی دولت نوبنیاد به‌مرور زمان به فرتوتی و متلاشی شدن آن دولت پی‌ببرند و نابودی‌اش بر ایشان آشکار شود و خداوند زوال آن و پایان دوران فرمانروایی‌اش را اعلام فرماید. آن وقت است که مردم کشور نوبنیاد خویشتن را نیرومند می‌یابند و همتشان برانگیخته می‌شود و همگی یک‌دل و یکرو برای پیکار نهایی آماده می‌شوند و اوهامی که اراده‌هایشان را سست کرده بود از میان می‌رود و درنگ و تأخیرشان تمام می‌شود و سرانجام از راه پیکار بر دولت کهن استیلا می‌یابند و پیروز می‌شوند. این وضع در اواخر دولت بنی‌امیه روی داد که در آن شیعیان و هواخواهان بنی‌عباس در خراسان دعوت خویش را نشر دادند و مدت ده سال یا بیشتر پایداری کردند تا سرانجام پیروزی یافتند و بر دولت امویان غالب گشتند.

## شهرنشینی آخرین مرحلهٔ عمران و درعین‌حال اعلام‌کنندهٔ پایان و تباهی آن است
هر کشوری را سرانجام دوران و عمر محسوسی است، چنان‌که هر یک از موجودات موالید طبیعت عمر محسوسی دارند. در علوم عقلی و نقلی ثابت شده است که مرحلهٔ چهل سالگی برای انسان نهایتی است که تا آن سن قوای او در افزایش و رشد و نمو است، و همین‌که بدین سن می‌رسد، طبیعت مزاج او از رشد و نمو بازمی‌ایستد، و آنگاه رو به انحطاط می‌رود. بر همین قیاس، شهرنشینی نیز در عمران به‌منزلهٔ نهایتی است که در دنبالهٔ آن مرحلهٔ فزون‌تری وجود ندارد. دانستیم که شهرنشینی یا حضارت عبارت از تفنن‌جویی در تجملات و بهتر کردن کیفیات آن و شیفتگی به صنایعی است که برای امور آشپزی‌ها و پوشیدنی‌ها و ساختمان‌ها و گستردنی‌ها و ظروف و همهٔ کیفیات خانه‌داری به‌کار می‌روند. حال‌آنکه در مرحلهٔ بادیه‌نشینی به هیچ‌یک از این صنایع نیاز نیست، و ضرورتی برای زیبا کردن آن‌ها یافت نمی‌شود، و هرگاه زیبا کردن به مرحلهٔ نهایی برسد، به‌دنبال آن فرمانبری از شهوات پدید می‌آید و نفس انسان از این عادات به الوان گوناگونی متلون می‌شود، و این عاداتْ نیازمندی‌ها و مخارج بسیار برای او پیش می‌آورد، و این نیازمندی‌ها به‌حدی افزون است که عواید او در برابر آن‌ها وافی نیست؛ چنان‌که گرانی بازارها و فزونی بهای نیازمندی‌ها از خصوصیات شهرهای پرجمعیت و آباد است. سپس وضع باج از سوی دولت بر قیمت‌ها می‌افزاید، و نتیجهٔ وضع باج‌ها اینست که فروشندگانِ کالاها اجناس خود را گران‌تر می‌کنند، زیرا کلیهٔ بازاریان و بازرگانان باج‌ها را حساب می‌کنند و آن‌ها را بر بهای کالاها و اجناس خود می‌افزایند، و کلیهٔ هزینه‌هایی را که برای به‌دست آوردن اجناس متحمل می‌شوند و حتی هزینه‌های شخصی خودشان را بر بهای کالاها اضافه می‌کنند، و بدین‌سبب باج‌ها داخل قیمت اجناس می‌شود و در نتیجه مخارج شهرنشینان افزایش می‌یابد و از مرحلهٔ میانه‌روی به اسراف منتهی می‌شود و عادات تجمل‌خواهی و شهرنشینی بر آنان چیره می‌شود، چنان‌که کلیهٔ درآمد خود را صرف اینگونه تجملات می‌کنند و در نتیجه گرفتار بی‌نوایی و فقر می‌شوند و در ورطهٔ مسکنت و نداری غوطه‌ور می‌گردند و خریداران کالاها تقلیل می‌یابند، و در نتیجه بازارها کاسد می‌شود و وضع شهر رو به تباهی می‌گذارد و موجب همهٔ این‌ها افراط در امور شهرنشینی و تجمل‌خواهی و ناز و نعمت است. از آن‌سوی، در نهاد و اخلاق شهرنشینان نیز فساد راه می‌یابد؛ مثلاً فسق و شرارت و پستی و حیله‌ورزی در راه به‌دست آوردن معاش (خواه از راه صحیح خواه از بیراهه) فزونی می‌یابد، چنان‌که می‌بینیم این‌گونه کسان بر دروغگویی و قماربازی و غل‌وغش‌کاری و فریبندگی و دزدی و سوگندشکنی و رباخواری در معاملات گستاخ می‌شوند، و حشمت و وقار را، حتی در میان نزدیک‌ترین خویشان و محارم خویش، از دست می‌دهند، حال‌آنکه خوی بادیه‌نشینی انسان را به شرم داشتن از گفتار بد در نزد خویشان و محارم وادار می‌کند. پس شهر همچون دریایی می‌شود که امواج فرومایگان و دارندگان اخلاق زشت و ناپسند در آن به جنبش درمی‌آیند، و هرگاه این‌گونه رذایل در شهر یا در میان مردم تعمیم یابد، خداوند ویرانی و انقراض آنان را اعلام می‌فرماید. و از اینجاست معنی گفتار بعضی از خواص که می‌گویند «هرگاه در شهر نارنج فراوان غرس کنند، انذار به ویرانی آن خواهد بود.» حتی بسیاری از مردم عامی کاشتن نارنج در خانه‌ها را به فال بد می‌گیرند و از کاشتن آن پرهیز می‌کنند. ولی منظور اصلی این نیست که درخت نارنج بدیمن است، بلکه معنی این گفتار اینست که ساختن بوستان‌ها و روان‌کردن آب‌ها از لوازم شهرنشینی است، چه درختانی چون نارنج و لیمو و سرو نه میوه‌های خوشمزه‌ای دارند و نه سودی از آن‌ها حاصل می‌شود، پس تنها منظور از کاشتن آن‌ها زیبایی‌شان است که از هدف‌های شهرنشینی است، و این‌گونه درختان را نمی‌کارند مگر پس از رسیدن به مرحلهٔ تفنن‌جویی و تجمل‌پرستی، مرحله‌ای که در آن بیم خرابی و هلاک شهر است. دیگر از مفاسد شهرنشینی فرورفتن در شهوات و لگام‌گسیختگی در آن است: نخست تفنن در شهوات شکم، از قبیل خوردنی‌های لذیذ، و سپس تنوع در شهوات فرج به‌وسیلهٔ زنا و لواط. و کار به جایی می‌رسد که هر فرد فرزند خویش را نمی‌شناسد، زیرا که آب‌های آمیخته در رحم‌ها سبب می‌شود که پدران فاقد مهر طبیعی نسبت‌به فرزندان گردند و وظایفی را که نسبت‌به آنان دارند انجام ندهند. از این گذشته، انسان شهرنشین و متجمل غالباً از لحاظ دینی فاسد می‌شود، و هرگاه انسان از لحاظ قدرت خود و سپس در اخلاق و دین خویش فاسد شود، در حقیقت انسانیتش تباه می‌شود و مسخ می‌گردد؛ چنان‌که گروهی از سپاهیان سلطان که به بادیه‌نشینی و زندگانی خشن نزدیکی می‌جویند سودمندتر از آنانی‌اند که بر اصول آداب و اخلاق شهری تربیت می‌شوند. پس حضارت (شهرنشینی) سن وقوف و مرحلهٔ عدم رشد در عمران و اجتماع و دولت‌هاست.

## در اینکه بناها و ساختمان‌ها در امت اسلام کمتر از امت‌های پیشین است
ابن خلدون علت کم‌بودنِ بناها و ساختمان‌ها در امت اسلامی نسبت‌به ملل دیگر را این می‌داند که عرب از اقوام دیگر بدوی‌تر و دورتر از صنایع بود، و نیز دین در آغاز امر مانع از غلو کردن در امر بناها بود و اسراف در این راه را روا نمی‌دانست؛ چنان‌که در کوفه بعلت آنکه در گذشته در ساختمان‌ها نی به‌کار برده بودند حریقی روی داد، و هنگامی‌که از عمر بن خطاب دربارهٔ به‌کار بردن سنگ در بناها کسب اجازه کردند، توصیه کرد که «سنگ به‌کار برید، ولی بیش از سه طاق نسازید و در بنیان‌نهادن بناهای بلند همچشمی و زیاده‌روی نکنید و سنت را نگاه دارید تا دولت شما حفظ گردد.» چون مردم از روزگار فرمانروایی دین دور شدند و به این‌گونه مقاصد بی‌پروا گردیدند و طبیعت کشورداری و پادشاهی و تجمل‌خواهی بر آنان غلبه یافت و عرب از ملت ایران در کارها یاری جست و صنایع و امور بنایی را از آنان اقتباس کرد و آداب و رسوم شهرنشینی و توانگری و تجمل‌خواهی ایشان را به صنایع و ساختمان‌های بلند کشانید، آن‌وقت بناهای استوار برافراشتند. اما این کیفیت هنگامی پدید آمد که انقراض دولت عرب نزدیک بود، و مدت زیادی دوام نیافت که بتوانند بناهای فراوان بنیان نهند و شهرها و شهرستان‌ها برپا سازند. ملت‌های دیگر بدین‌سان نبودند، چنان‌که دوران فرمانروایی ایرانیان هزاران سال پایید و قبطیان و نبطیان و رومیان و هم خودِ تازیان در دوران عاد و ثمود و عمالقه (پیش از اسلام) مدت‌های زیاد فرمانروایی کردند و برای همین شمار معابد و بناهای ایشان بسیار بود و روزگارهای دراز در جهان به یادگار ماند.

## انواع صنایع
از نگاه ابن‌خلدون، صنایع به دو دسته تقسیم می‌شوند:
۱. صنایعی که در اجتماع ضروری هستند. ۲. صنایعی که از لحاظ موضوع شریف شمرده می‌شوند.
صنایع نوع اول شامل کشاورزی و خیاطی و بافندگی و بنایی و درودگری هستند. صنایع نوع دوم نیز شامل قابلگی، پزشکی، نویسندگی و صحافی، و موسیقی هستند. او دربارهٔ نویسندگی می‌گوید: «این صنعت نیاز انسان را حفظ می‌کند، و آن را از دستبرد فراموشی نگه‌می‌دارد، و اندیشه‌ها و خاطرات درونی انسان را به کسانِ غایبی که از وی دورند می‌رساند، و نتایج اندیشه‌ها و دانش‌ها را در کتب جاویدان می‌سازد. باری، دارندگان صنایع نوع دوم با پادشاهان بزرگ همبزم می‌شوند و به محفل خلوت و بزم آنان راه می‌یابند»

## برای هر شخص، ملکه (استعداد و مهارت) منحصر به یک دانش یا صنعت است
برای نمونه، او از خیاط نام می‌بَرَد که هرگاه به‌خوبی و استواری ملکهٔ (استعداد) خیاطی برای او حاصل شود و در جان (نفس) او رسوخ یابد، از آن‌پس دیگر نمی‌تواند ملکهٔ درودگری یا بنایی را نیک فراگیرد، مگر آنکه ملکهٔ نخستین هنوز در نهادش استوار نشده و آیین (صبغت) آن در وی رسوخ نیافته باشد. زیرا یک شخص تا هنگامی‌که بر فطرت خود باشد سهل‌تر ملکات را می‌پذیرد و استعداد نیکوتری برای حصول آن‌ها دارد؛ اما پس از آنکه نفس او به فلان ملکه متلون شد و از فطرت خارج گشت، استعداد آن به‌علت نقش‌بستنِ رنگِ آن ملکه ضعیف می‌شود، و آن‌وقت برای پذیرفتن ملکهٔ دیگر ضعیف‌تر خواهد بود.
این امر آشکاریست که نمونه‌های موجود گواه بر صحت آن است، چنان‌که کمتر صنعتگری را می‌یابیم که هنر خود را با مهارت و استواری فراگرفته باشد و سپس بتواند در هنر دیگری نیز مهارت یابد و در هر دو به یک اندازه شایستگی خود را نشان دهد. حتی صاحبان دانش که ملکهٔ فکری (نه عملی) حاصل می‌کنند نیز همین‌طور هستند، و دانشمندی که برای او ملکهٔ یکی از دانش‌ها در نهایت خوبی و استواری حاصل آید کمتر ممکن است به‌همان اندازه در دانش دیگری استاد شود و ملکهٔ آن را به‌خوبی و استواری فراگیرد؛ بلکه اگر در صدد آموختن آن برآید، فرومی‌مانَد، مگر در موارد بسیار نادر.

## خاورشناسان و ابن خلدون
خاورشناسان، ابن خلدون را بنیان‌گذار جامعه‌شناسی می‌دانند. اندیشهٔ او بدون هیچ تغییری حدود ۵ سده اندیشهٔ جامعه‌شناسی بود. براساس منابع، آگوست کنت و ویکو از نظریات او استفاده کرده‌اند و در مطالب خود به مطالب او استناد کرده‌اند. افرادی مثل سوربون و گوستاو لوبون نیز به دزدی آثار ابن خلدون و نظریه‌های او متهم شدند. در میان خاورشناسان نیز گروه دیگری به اهمیت ابن خلدون و شخصیت برجستهٔ وی پی بردند و تلاش کردند آرای او را با نام خود به ثبت رسانند. تعدادی از خاورشناسان، ابن خلدون را مسلمانِ شرقی می‌دانند که ذهن و روح غربی دارد و علت آن خلق ذهنی است، برای فهم اصالت غربی نظریات ابن خلدون. آن‌ها ابن خلدون را پرچم‌دار «ماتریالیسم تاریخی مارکس» می‌دانند و همواره تلاش کردند براساس ۳ محور اصلی به خلق وجود ذهنی ابن خلدون بپردازند و می‌گویند او برای نوشتن مقدمهٔ خود از منابع یهودی، مسیحی و غیر اسلامی استفاده کرده و همواره تلاش می‌کنند از رابطهٔ او با اعراب و مسلمانان هیچ نگویند و او را فردی اروپایی جلوه دهند. پس خاورشناسان وجود ذهنی ابن خلدون را براساس ۳ دیدگاه بیان کردند؛ ابن خلدون سکولار، ابن خلدون غیراسلامی و ابن خلدون اروپایی. این امر نشان می‌دهد که این ۳ دیدگاه برای شناخت شیوه، روش، غیت و ارائهٔ پیش‌فرض‌هاست و برای افرادی که قصد دارند از این دانش قرون وسطایی استفاده کنند و بهره ببرند. دانش و مطالب او منبع بزرگی محسوب می‌شود که تاریخ نهصدسالهٔ تمدن اسلامی را در خود جای داده و وسیله‌ای است برای خاورشناسان تا به آن صورت که می‌خواهند از آن بهره برند.

## معرفت‌شناختی ابن خلدون
ابن خلدون در مقدمهٔ خود، تلاش کرد این مسائل را بیان کند:
- درصدد یافتن پاسخ برخی از سؤالات و مسائل عصر: مطالعهٔ ابن خلدون برای کشف علت‌هایی بود که باعث ظهور یا سقوط حکومت‌ها می‌شد. او سعی داشت عواملی که در این تغییرات اثرگذار است را بشناسد.
- واقع‌گرایی انسان‌شناسی: ابن خلدون در آغاز سعی می‌کند آنچه از حوادث و رویدادها را کشف کرده، به خصلت‌های مشترک انسان و غریزه او نیز نسبت دهد. او معتقد است انسان موجودی اجتماعی، طبیعی، تاریخی، فرهنگی، سیاسی و اقتصادی است.
- واقع‌گرایی جامعه‌شناسی: ابن خلدون درصدد بود وجود اجتماعی و تاریخی تمدن ۵۰۰سالهٔ عربی را درک کند و از دید جامعه‌شناسانه، گزارش‌های تاریخی را با تجربهٔ فلسفی ترکیب کند.
- واقع‌گرایی روان‌شناختی: کتاب مقدمه از تحلیل‌های جامعه‌شناسی با ویژگی روان‌شناختی بسیار بهره برده است. ابن خلدون براساس موضوع پژوهشی که داشته از روان‌شناسی‌های مختلف بهره برده است؛ مثلاً: روان‌شناسی سیاسی، اخلاقی، اقتصادی و فرهنگی.
- رویکرد انتقادی: مستنداتِ نقدهای او به این صورت است: ارجاع به نقشه‌های جغرافیایی برای ادعاهای مختلف، ارجاع به تجربه‌های شخصی، ارجاع به شعر، نامه‌های موجود برای حل اختلافات مربوط به نسب، بعید شمردن برخی رفتارها، بحث بر سر معتبر بودن برخی منابع، ارجاع دادن جعل شده‌های مدعیان به دسیسه‌ها و توطئه‌ها.
- رویکرد تحلیل و تبینی: ابن خلدون یکی از مشکلات و فقدان‌های تاریخ‌نگاری را عدم توجه به رابطهٔ علت و معلولی می‌داند. موارد دیگری نیز مثل: اعتقاد به علت، تلاش برای شناخت جوامع، تلاش برای کشف قانون و روابط، توجه به جنبهٔ پویشی اجتماع، تجربهٔ ملموس به وقایع و تصور آن‌ها، بهره‌گیری از استدلال، نتیجه‌گیری براساس قواعدی خاص و کلی، رعایت بی‌طرفی، اعتقاد به چندلایه بودن پدیده‌ها و اعتقاد به اثرگذاری طبیعت بر انسان نیز دارای اهمیت است.[۳۰]

## روش‌شناسی ابن خلدون
- مطالعهٔ منابع و ارجاع به آن‌ها: ابن خلدون در مباحث فقهی، تفسیری، سیاسی، تاریخی و… مطالعاتی داشته و در مقدمهٔ خود نیز به آن‌ها ارجاع داده و گاهی حتی مقایسه‌ای نیز بین آن‌ها انجام می‌دهد. ابن خلدون گاهی برای اثبات گفته‌های خود به اسناد حکومتی اشاره می‌کند که کمتر کسی به آن‌ها دسترسی داشته است.
- انسان‌شناسی. یکی از مهم‌ترین روش پژوهش ابن خلدون انسان‌شناسی اوست. او به حق انسان‌شناس زبردست بوده که از آن در موارد بی‌شماری بهره برده است.
- مشاهدهٔ مستقیم: ابن خلدون به خاطر سفرهای پژوهشی که انجام داده‌بود تجربیات بسیاری در زمینه‌های سیاسی، تاریخی، اجتماعی و… به دست آورده‌بود. وی به دلیل شرایط مناسب خانوادگی که داشت، موفق شد در مجالس مختلف حضور پیدا کند؛ از موقعیت‌های دولتی خود بهره جوید و اطلاعات درخوری برای کارهای خود بیاید.
- برهان و استدلال: از نظر ابن خلدون تاریخ از فلسفه سرچشمه می‌گیرد. پس از روش‌های فلسفه هم بهره می‌گیرد. وی در مواردی از «برهان انی» یا سیر معلول به علت بهره می‌گیرد.
- ارجاع به آیات: ابن خلدون در مواقع مختلفی از سوره‌های قرآن، آیات و روایت‌های دینی بهره برده است.
- استناد به منقولات: او سعی می‌کند برای اوضاع فرهنگی، اقتصادی و اجتماعی به منقولات بین مردم اشاره کند.
- تجربه و آزمون‌های مکرر: ابن خلدون سعی کرد، از روش استقرایی برای پژوهش‌های خود استفاده کند. «تجربه بی‌شک از راه تکرار به دفعات متعدد به دست می‌آید تا سرانجام از آن علم یا ظنی حاصل آید و…»
- تجزیه و تحلیل منطقی: ابن خلدون با استفاده از تحلیل‌های ذهنی که انجام می‌دهد حضور و عدم حضور وجوه مختلف را می‌سنجد و سپس نتیجه‌گیری می‌کند.
- ارجاع به قواعد صحیح: ابن خلدون مهم‌ترین معیار برای تشخیص اخبار صادق از کاذب را «عقل سلیم» می‌داند.

شهود، ارجاع به رویدادها، مقایسه، سیر و سیاحت در مناطق مختلف به منظور تکمیل اطلاعات، مناظره، بررسی انتقادی، خرده‌گیری منتقدانه، استفاده از شم تاریخ‌نگارانه، استفاده از نقشه، استفاده از تجربیات شخصی، ارجاع به پیشگویی‌ها و رویاهای صادقه، عوامل غیبی و ناشناخته از دیگر روش‌های او بودند.

## اثر تاریخی
او مقدمه‌ای نوشته که در آن از جنبه‌های درونیِ تاریخ نیز استفاده کرده است. این اثر تنها مربوط به منطقه‌ای و تاریخ آن نیست بلکه به تاریخ‌های جهان و منطقه‌ای که در قلمرو اسلام است نسبت داده است. او در این بین متوجه شد که برای نوشتن تاریخ منطقه به علل و رویدادها نیاز دارد؛ اما برای شناخت ماهیت این‌ها، نیاز به شناخت درست از نادرست است و برای تشخیص درست از نادرست نیاز است ماهیت رویدادها درک شود. وی نگاهی انتقادی به تاریخ داشت؛ آنچه نویسندگان و مورخان پیش از او نداشتند. او روشی را ابداع کرد که بتوان با آن به هدف، روش، شیوه و موضوع تاریخ رسید. تاریخ العبر کتابی است که در ۷ جلد نوشته شده و از یک مقدمه و ۳ بخش تشکیل شده است. مقدمهٔ این کتاب به تاریخ به صورت عمومی پرداخته است و در سال ۱۳۷۷ م و به هنگام اقامت ابن خلدون در مصر نوشته شده است. کتاب اول در مورد تاریخ عمومی جهان تا زمان ابن خلدون است. این کتاب در تونس در سال ۱۳۷۷–۱۳۸۲ م نوشته شده اما اضافات برآن در مصر نوشته‌شده است. قسمت ۳ در مورد منطقهٔ غربی اسلامی است که آن هم در سال‌های ۱۳۷۷–۱۳۸۲ م در تونس نوشته شد. کتاب‌های ابن خلدون نوشته شده‌بود تا فرهنگ و تاریخ جهان را نمایش دهد اما در واقع تاریخ معاصر غرب را نشان می‌دهد. او در واقع تاریخ جهان را به ۴ دوره تقسیم کرد که در هر دوره از آن یک گروه قدرت می‌یابد. دورهٔ سوم متعلق به اسلام است و دوره‌ای است که تازیان برمی‌خیزند. فرمانروایان مسیحی در سدهٔ چهاردهم تصمیم به مبارزه با آن‌ها می‌گیرند؛ در واقع تا قرن چهاردهم این دورهٔ سوم به یک دورهٔ بسته تبدیل شده‌بود و دورهٔ چهارم آغاز شده‌بود.

## جامعه‌شناسی ابن خلدون
ابن خلدون طی تجربیاتی که از طریق پژوهش در رویدادهای تاریخ اسلام به دست آورده بود به علم عمران دست یافته‌بود؛ که همان علم جامعه‌شناسی ما است. در کتاب مقدمهٔ وی به خوبی این علم بیان شده است. عمران دانشی است که به وسیلهٔ آن اخبار تاریخی سنجیده می‌شود و به عبارتی علم اصول تاریخ است. وی معتقد است تاریخ، علمی برای گزارش احوالات انسان و عمران معیاری برای تجزیه و تحلیل این احوالات است. از بیانات ابن خلدون مشخص می‌شود که او درصدد بیان و کشف رابطهٔ علت و معلولی بین پدیده‌های انسانی و آنچه با شرایط سیاسی و اجتماعی پیش آمده بوده است. وی در مورد علم عمران و رابطهٔ آن با تاریخ می‌گوید: 
| « | قانون بازشناختن حق از باطل، دربارهٔ ممکن بودن و محال بودن اخبار چنان خواهد بود که به اجتماع بشری یا عمران درنگریم و این مسائل را از یکدیگر بازشناسیم. | » |

 ابن خلدون با استفاده از بیاناتی جامع و الهام از نظریات طبری، وجود مورخی بصیر به تاریخ، دانستن قواعد سیاست، طبایع موجودات، اختلاف ملت‌ها و سرزمین‌ها، اخلاق، عادات و رسوم را لازم می‌داند و می‌گوید این فرد باید این‌ها را با آنچه هست و نیست بسنجد، موافق و مخالف آن‌ها را در نظر بگیرد و تحقیق کند. او این چنین در نظر دارد که ۲ مورد انسانی است که در فروپاشی دولت‌ها اثرگذار است؛ مورد اول قومیت و مورد دوم نخبگان است. ابن خلدون عاملی که باعث شروع حرکت علیه دولت می‌شود را قوم‌هایی می‌داند که دست به خیزش می‌زنند تا نظام را برکنار کنند و نخبگان هم عامل موفقیت این عملیات می‌داند.

### اولین جامعه‌شناس
جورج ریتزر، نویسنده و جامعه‌شناس آمریکایی می‌نویسد:
برخی عبدالرحمن ابن خلدون را اولین جامعه‌شناس می‌شناسند. (آزاد ارمکی، ۱۹۹۲) ابن خلدون طی سالهای ۱۴۰۶–۱۳۳۲ م. می‌زیست و در نقاط مختلفی از اروپای جنوبی، شمال آفریقا، خاورمیانه سکونت داشت. بالاخره او موقعیت علمی همچون مدرس در مرکز مطالعات اسلامی، مسجد دانشگاه الازهر قاهره مصر را به دست آورد. ابن خلدون مجموعه‌ای از مطالعات را به وجود آورد که در جامعه‌شناسی معاصر معمول است. اولاً به مطالعهٔ علمی جامعه پرداخت — بیشتر جامعه‌شناسان معاصر ناخودآگاه سبک علمی ابن خلدون را به کار می‌گیرند — ثانیاً جامعه‌شناسان را به جای لم دادن در صندلی راحتی خود و نظریه‌پردازی دربارهٔ جهان اجتماعی تشویق کرد که وارد جهان اجتماعی شده و آن را با بنیادهای جدید و با توجه به ادراک خود تجربه کنند به عبارت دیگر جامعه‌شناسان می‌باید کاری انجام می‌دادند که امروزه به تحقیق تجربی معروف است. نهایتأ جامعه‌شناسان در تحقیق خود باید علل پدیده‌های اجتماعی را جست‌وجو می‌کردند.
ابن خلدون در آثارش، به مواردی که امروزه آنها را نهادهای اجتماعی یا مجموعهٔ گروه‌ها و سازمان‌ها می‌نامیم و مرکز اساسی‌ترین نیازهای جامعه است، توجه قابل‌ملاحظه‌ای داشت. او همچنین توجه خاصی به اقتصاد و سیاست داشت و می‌خواست این نهادهای اجتماعی را تحلیل و تبیین کند. بسیاری از جامعه‌شناسان معاصر توجه خود را بر مطالعهٔ یک یا چند نهاد اجتماعی متمرکز می‌کنند (داگلاس، ۱۹۸۹). برای مثال، جامعه‌شناسی اقتصاد یکی از زمینه‌های تحقیقی موردِعلاقهٔ من است (ریتزر، ۱۹۸۹). ابن خلدون به مطالعهٔ اجتماعی مقایسه‌ای به ویژه مقایسهٔ جوامع ابتدایی با جواب زمان خود توجه زیادی داشت. در این زمینه نیز، خیلی از جامعه‌شناسان پیرو ابن خلدون جوامع معاصر گوناگون (همچون آمریکا و ژاپن) را با گذشتهٔ آن برای مثال ژاپن امروزی را با ژاپن عصر توکوگاوا (بلاه، ۱۹۵۷)، مقایسه کرده‌اند.
با توجه به علایق مشخص ابن خلدون که به‌طور شگفت‌انگیزی با علایق جامعه‌شناختی معاصر یکسان است، چرا نباید ابن خلدون پایه‌گذار جامعه‌شناسی به‌شمار رود؟ جواب سؤال بر این واقعیت استوار است که، نظریه‌های او در سده‌های ۱۴ و ۱۵، منجر به ظهور زمینهٔ جامعه‌شناسی در خاورمیانه نشد؟ البته نظریات و کار او در شرق اسلامی مورد توجه بود اما در عالم مسیحیت، مدت زمان نسبتاً طولانی، غباری از فراموشی آنها را پوشانده بود تقریباً در زمان فعلی هست که شخصیت وی توسط دانشمندان علاقه‌مند به منابع آغازین جامعه‌شناسی، بازشناسی می‌شود.